# Bolboceras nigriceps
Bolboceras nigriceps är en skalbaggsart som beskrevs av John Obadiah Westwood 1852. Bolboceras nigriceps ingår i släktet Bolboceras och familjen Bolboceratidae. Inga underarter finns listade.